# ماروو
آنا بوریسیونا کورسون (اوکراینی: Ганна Борисівна Корсун؛ متولد ۱۵ فوره ۱۹۹۱) که به‌طور حرفه‌ای با نام ماروو شناخته می‌شود، خواننده اوکراینی است. او از فوریه ۲۰۱۷ تا مارس ۲۰۱۸ بخشی از گروهی به همین نام، جانشین گروه پرینگلز بود. بعداً، کورسون مصاحبه ای انجام داد و در آن توضیح داد که از آن به بعد به تنهایی با نام مستعار کار خواهد کرد.
این خواننده با نام آنا پوپلیوک در شهر پاولوهراد اوکراین به دنیا آمد. در مدرسه موسیقی و رقص آموخت. در سال ۲۰۱۴، او در یک رشته غیر موسیقی از موسسه پلی تکنیک در خارکف فارغ‌التحصیل شد.